# BMW UKL
BMW UKL — автомобильная платформа немецкого автоконцерна BMW, действующая с 2014 года.
На этой платформе выпускаются передне- или полноприводные автомобили с рядными трёх- или четырёхцилиндровыми двигателями. Компания BMW утверждала, что любая модель длиной менее 4,5 м (177 дюймов) будет использовать платформу UKL. Первым серийным автомобилем на платформе BMW UKL стал Mini Hatch.

## UKL 1
- Mini Hatch (F56) (2014 — настоящее время)
- Mini Hatch 5-door (F55) (2014 — настоящее время)
- Mini Convertible (F57) (2016 — настоящее время)

## UKL 2
- BMW 1 (F52) (2017 — настоящее время)
- BMW 1 (F40) (2019 — настоящее время)
- BMW 1 (F70) (2024 — настоящее время)
- BMW 2 (F44) (2019 — настоящее время)
- BMW 2 (F45) (2014–2021)
- BMW 2 (F46) (2015–2021)
- BMW 2 (U06) (2021 — настоящее время)
- BMW X1 (F48) (2015—2022)
- BMW X1 (U11) (2022 — настоящее время)
- BMW X2 (F39) (2017 — настоящее время)
- Mini Countryman (F60) (2017 — настоящее время)
- Mini Clubman (F54) (2016 — настоящее время)